# When a Man's a Man
Pour le film muet du même réalisateur sorti en 1924, voir When a Man's a Man (film, 1924).
Pour plus de détails, voir Fiche technique et Distribution.
When a Man's a Man est un film américain réalisé par Edward F. Cline, sorti en 1935.

## Synopsis
Après avoir dépensé tout son héritage, un homme trouve enfin un sens à la vie et à l'amour...

## Fiche technique
- Titre : When a Man's a Man
- Réalisation : Edward F. Cline
- Scénario : Frank Mitchell Dazey (en) et Agnes Christine Johnston (en) d'après le roman de Harold Bell Wright (en)
- Photographie : Frank B. Good
- Montage : W. Donn Hayes (en)
- Pays de production : États-Unis
- Format : Noir et blanc - 1,37:1
- Genre : western
- Date de sortie : 1935

## Distribution
- George O'Brien : Larry Knight
- Dorothy Wilson : Kitty Baldwin
- Paul Kelly : Phil Acton
- Harry Woods : Nick Gambert
- Jimmy Butler : Jimmy
- Richard Carlyle : Dean Baldwin
- Clarence Wilson : Garvey
- Edgar Norton : Gibbs
- Stanley Blystone : le déménageur (non crédité)
- Lester Dorr : passager du train (non crédité)
- Frank Ellis : l'homme de main de Nick Gambert (non crédité)
- Sid Jordan : Cowboy assis sur la clôture (non crédité)
- Slim Whitaker (non crédité)